# Liste des cardinaux créés par Lucius II
Le pape Lucius II (1144-1145) a créé 9 cardinaux dans 2 consistoires.

## Juin1144
- Ubaldo Caccianemici
- Berardo

## Décembre1144
- Guarino Foscari
- Guido Cibo
- Villano Gaetani
- Cenzio
- Bernardo
- Pietro
- Nikolaus.